# 神無月紫子の優雅な暇潰し
『神無月紫子の優雅な暇潰し』（かんなづきゆかりこのゆうがなひまつぶし）は赤石路代による日本の漫画。『月刊フラワーズ』（小学館）にて2020年9月号から連載中。2020年は赤石が画業40周年を迎えた年でもあり、連載開始の2020年9月号には赤石の仕事場の様子や歴代イラスト、インタビュー、書き下ろしエッセイマンガも掲載された。
「人生は壮大な暇潰し」「人生は美しく生きるもの」を信条とする神無月紫子を主人公とし、紫子が「醜悪なもの」、「退屈なもの」、「自分の楽しみを邪魔するもの」と対峙する物語。

## あらすじ
都内一等地で、ひとり優雅に暮らす神無月紫子のもとに、亡き妹・翠子の孫の真白が身を寄せてきた。
そこに、不登校気味の天才少女・知絵理と様々な職を遍歴して執事となった源も加わる。
紫子を敬愛するようになった3人は、弱いものを助ける紫子に協力するようになる。

## 主要登場人物
神無月 紫子（かんなづき ゆかりこ）
この物語の主人公で、豪邸に暮らす年齢不詳の美女。
醜い悪事が嫌いで、美しいものを好む。弱い者への卑劣な行いを特に憎む。
本業のモデルの他、ビルやマンションなどの不動産を所有する資産家。
また「パープルコーポレーション」という会社を運営しており、その事業は多岐に渡る。（実際は紫子が様々な事件に首を突っ込んだ結果、多種多様な事業を展開することになった）
好きな言葉は「優雅に楽しく美しく生きること」。「醜悪不快」「私とーっても暇ですの」が口癖。
何ものにも縛られない自由で女王様のような振る舞いから「紫子様」と呼ばれ慕われている。
年齢を聞かれることを嫌がっているため正確な年齢は不明だが、妹の孫である真白がすでに高校生であることから、実は相当な高齢であることは確実（少なくとも還暦（60歳）を過ぎていることは確からしい）。
真白が訪ねてきて以降、知絵里や源も加わり、当初は家が騒がしくなることを嘆いていたが、なんだかんだでこの生活を気に入っており、真白たちのことも家族として大切に思っている。
祷 真白（いのり ましろ）
身内を亡くし紫子と同居することになった高校生。奄美出身。
祖母の翠子は駆け落ち婚であったが味方してくれていた姉の紫子を慕っていた。
明るくとても素直な性格で誰とでもすぐに友達になれる。
おっとりしているように見えるが、島育ちのためヘビを素手で捕まえたり、飛び込みでバイト先を見つけたりと意外とたくましい所も。
当初は沖縄県出身とする予定であったが、翠子が駆け落ちした年代を考慮すると沖縄返還前であったため、返還の早かった奄美出身となった。
緋山 知絵理（ひやま ちえり）
不登校気味の天才小学生。WEB端末を持たせれば無敵。
ハッキングや画像解析の他、ドローンを自作するなど機械関係も得意としている。
両親は離婚しており、親権は母親。
元々はお気に入りのレストランで紫子と顔見知りだったが、とある事件を協力して解決したことで紫子を気に入り屋敷に住み着いた。
学校には気が向いたときにしか通っておらず、普段は東大生の家庭教師に勉強を見てもらっている。
前髪をかなり短く切った個性的な髪型をしているが、これは可愛い髪型をしているとスカウトなど声をかけられることが多く煩わしいためであり実際はかなりの美少女。
源 黄太郎（みなもと こうたろう）
詐欺師として紫子の前に現れるが、能力を買われ執事に。紫子の片腕となる。
理由は不明だが名前で呼ばれること嫌っている。（紫子は「きたろう」って呼ばれてたんじゃないと予想している）
何事もそつなくこなす優秀さに加え、腕っぷしも強く、裏社会にも顔が利く。
過去は謎に包まれているが、かつて執事喫茶に勤務していた。
また田舎で【美浦鬼来迎（みうらきらいごう）】という暴走族の総長をしていたことがあり、メンバーからは未だに当時のあだ名「鬼若」と呼ばれ尊敬されている。（源本人は当時のことを黒歴史と感じておりその話題を出されることを嫌がる）
大の猫好きで特に源が神無月家に来るきっかけになった猫の「けもじ」を溺愛する。
けもじ・くろた
神無月家で飼われている2匹の猫。けもじは源が神無月家に来るきっかけになった猫で、源の肩の上がお気に入り。
くろたは保護団体から引き取られた猫でけもじと大の仲良し。

## 書誌情報
- 赤石路代 『神無月紫子の優雅な暇潰し』 小学館〈フラワーコミックスアルファ〉、既刊13巻（2025年5月9日現在）
  1. 2021年1月8日発売[4]、ISBN 978-4-09-871275-5
  2. 2021年5月10日発売[5]、ISBN 978-4-09-871297-7
  3. 2021年11月10日発売[6]、ISBN 978-4-09-871493-3
  4. 2022年3月10日発売[7]、ISBN 978-4-09-871565-7
  5. 2022年7月8日発売[8]、ISBN 978-4-09-871709-5
  6. 2022年11月10日発売[9]、ISBN 978-4-09-871764-4
  7. 2023年4月10日発売[10]、ISBN 978-4-09-872076-7
  8. 2023年8月10日発売[11]、ISBN 978-4-09-872212-9
  9. 2023年12月8日発売[12]、ISBN 978-4-09-872365-2
  10. 2024年5月10日発売[13]、ISBN 978-4-09-872564-9
  11. 2024年8月9日発売[14]、ISBN 978-4-09-872674-5
  12. 2025年1月9日発売[15]、ISBN 978-4-09-872674-5
  13. 2025年5月9日発売[16]、ISBN 978-4-09-873065-0